# Meioneta maritima
Meioneta maritima är en spindelart som först beskrevs av James Henry Emerton 1919.  Meioneta maritima ingår i släktet Meioneta och familjen täckvävarspindlar. Inga underarter finns listade i Catalogue of Life.